# (10733) Georgesand
(10733) Georgesand – planetoida z pasa głównego asteroid okrążająca Słońce w ciągu 4,95 lat w średniej odległości 2,9 j.a. Odkrył ją Eric Walter Elst 11 lutego 1988 roku w Obserwatorium La Silla. Nazwa planetoidy pochodzi od Amandine-Aurore-Lucile Dudevant (1804–1876) – francuskiej pisarki epoki romantyzmu tworzącej pod pseudonimem George Sand.